# Reflexzeit
Die Reflexzeit ist bei der Erstellung eines Elektromyogramms (EMG) die Zeit zwischen dem gegebenen Stimulus und dem Auftreten des Reflexes. Sie wird beeinflusst von der Leitungsgeschwindigkeit der afferenten und efferenten Nervenfasern und von der Dauer der chemischen Signalübertragung an Synapsen und motorischen Endplatten.